# Arrondissement Gex
Gex is een arrondissement van het Franse departement Ain in de regio Auvergne-Rhône-Alpes. De onderprefectuur is Gex.
Het Land van Gex vormde doorheen de 19e en 20e eeuw een douanevrije zone met het aangrenzende Zwitserland. Pogingen van Frankrijk in de jaren '20 van de 20e eeuw om dit ongedaan te maken mislukten (zie ook Grande Zone Franche).

## Kantons
Het arrondissement was tot 2014 samengesteld uit de volgende kantons:
- kanton Collonges
- kanton Ferney-Voltaire
- kanton Gex

Na de herindeling van de kantons bij decreet van 13 februari 2014, met uitwerking op 22 maart 2015, was de samenstelling als volgt:
- kanton Valserhône  ( deel: 2/15 )
- kanton Gex
- kanton Saint-Genis-Pouilly
- kanton Thoiry